# Il prigioniero della montagna
Il prigioniero della montagna (Flucht in die Dolomiten) è un film del 1955 diretto da Luis Trenker. 
Il film è ispirato al romanzo La fuga di Giovanni Testa di Günther C. Bienek.

## Trama
Giovanni Testa vive con la moglie Teresa e due figli a Bardolino, un paese sulle rive del lago di Garda. Giovanni ha un cantiere dove costruisce barche, ma quest'attività non gli rende abbastanza. Avendo un debito verso una banca, Giovanni va dal ragionier Massari, che è ricco, per chiedergli un prestito.
Giovanni viene accusato della morte del ragioniere, che gli ha rifiutato un prestito. Il protagonista decide quindi di scoprire chi è il vero assassino, che si scoprirà essere uno dei compagni di lavoro, il quale confesserà il delitto quando si troverà in fin di vita a seguito di un incidente sul lavoro.

## Produzione
Il film è stato girato sul lago di Garda, poi nella val di Fiemme e Penia, in val di Fassa e sul cantiere della diga del Lago di Fedaia, allora in fase di costruzione. Date le origini del regista, alcune scene del film furono realizzate a Ortisei, in val Gardena. In alcune scene viene ben ripresa la Ferrovia della Val Gardena, gioiello della tecnica civile dell'epoca, che ha cessato la sua attività nel 1960.
Il film ebbe molte difficoltà nella post-produzione, riscontrabili ad esempio nel doppiaggio di Yvonne Sanson: l'attrice infatti recita con ben tre voci diverse nel film: in alcune scene è doppiata da Lydia Simoneschi, in altre da Tina Lattanzi e in altre ancora da Adriana De Roberto.